# Villa Silvia

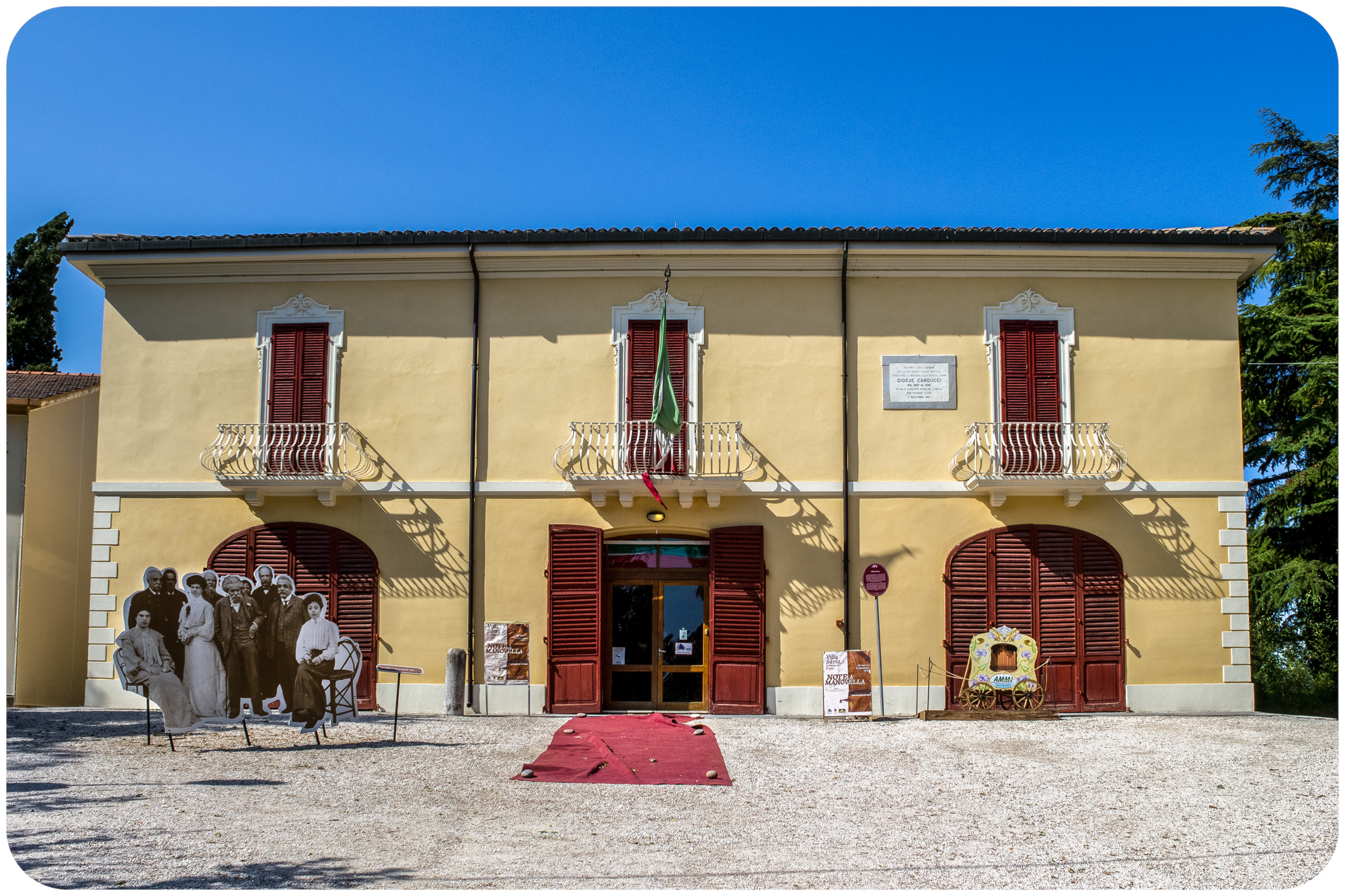
Villa Silvia

Villa Silvia, auch Villa Pasolini-Zanelli, Villa Silvia Carducci oder Villa Sylvia, ist ein Landhaus aus dem 18. Jahrhundert am westlichen Stadtrand von Cesena in der italienischen Region Emilia-Romagna. Es liegt im Vorort Lizzano di Cesena an der Via Lizzano 1241. Das Haus wurde besonders als „Wohnzimmer der Bourgeoisie“ zwischen dem 19. und dem 20. Jahrhundert bekannt, als es in Besitz der Grafen Pasolini-Zanelli aus Faenza war. Dort weilten Persönlichkeiten, wie Giosuè Carducci oder Alessandro Bonci. In den Jahren 2012 bis 2013 wurde die Villa vollständig restauriert und im alten Glanz wiederhergestellt, wie sie einst 1905 für die Ankunft der Königin Margarethe präpariert wurde. Heute ist in dem Landhaus Musicalia, das nationale Museum für mechanische Musikautomaten, untergebracht.

## Geschichte
Das im 18. Jahrhundert erbaute Haus kauften 1806 die Grafen Pasolini-Zanelli aus Faenza. 1875, nach der Heirat von Graf Giuseppe Pasolini-Zanelli mit Silvia, Baronin Semitecolo, wurde das Landhaus zur Sommerresidenz der Familie. Insbesondere Gräfin Silvia liebte das prominent auf den Hügeln über Cesena liegende Haus und es wurde zum Rückzugsort der berühmtesten Persönlichkeiten der damaligen Epoche, die das kulturelle Ambiente der Romagna liebten: Von Alessandro Bonci bis Antonio Messeri, von Paolo Amaducci bis Francesco Balilla Pratella aus dem näheren Umkreis, aber auch italienweit, von Giosuè Carducci bis Filippo De Pisis und Filippo Tommaso Marinetti.
Ein Ereignis von großer Bedeutung war der Besuch von Alessandro Bonci in der Villa Silvia im Jahre 1904. Der Tenor aus Cesena trat vor Carducci und der Gräfin Silvia auf und sang „Tre giorni son che Nina“. Der Erfolg war so groß, dass der Dichter, hingerissen, eine Widmung an Bonci schrieb.
Sicherlich war der illusterste Gast aber Giosuè Carducci, der der Gräfin in tiefster Freundschaft verbunden war; er weilte von 1897 bis 1906 ganze elfmal in der Villa. Die Anwesenheit des Dichters, die der Familie und der ganzen Stadt Cesena großes Prestige verlieh, wird durch die bedeutende Korrespondenz mit der Gräfin bestätigt, ebenso, wie durch eine Ode, die 1897 komponiert wurde und dazu dienen sollte, Spenden für die Wiederherstellung der Pfarrei von Polenta zu sammeln, die von den Grafen vorangetrieben wurde. Man sagt sogar, dass Carducci in dem Landhaus sterben wollte. Sicher ist, dass nach dem Willen der Gräfin stets ein Zimmer für ihn bereitet war und intakt blieb, bis heute.
1905 sollte die Königin Margarethe eine kurze Zeit in dem Landhaus weilen, aber später wurde der Besuch abgesagt. Allerdings wurde für die Königin ein Zimmer hergerichtet und vom Maler Anselmo Gianfanti aus Cesena mit Margeriten und mythologischen Szenen dekoriert.
Im Jahre 1920, dem Todesjahr von Gräfin Silvia, der letzten Besitzerin, wurde das Landhaus der Stadt Cesena gestiftet, allerdings mit der Auflage, dass das Zimmer von Carducci unverändert behalten würde und der gesamte Komplex zu Ehren der Söhne des Grafen und der Gräfin, die jung gestorben waren, ebenso wie zu Ehren von Giosuè Carducci, gemeinnützigen Zwecken dienen sollte. So kam es dann auch: Von 1920 bis zum Ende des Zweiten Weltkrieges diente die Villa als Einrichtung zur Prävention von Tuberkulose und ab 1945 zusätzlich als Kolonie für weniger wohlhabende Kinder.
2007 zog dort die Associazione Musica Meccanica Italiana (AMMI) ein, die für die Eröffnung eines Museums für mechanische Musikautomaten im Jahre 2013 sorgte.

## Beschreibung

### Fassaden
Der gesamte Komplex der Villa Silvia ist enorm groß; er besteht aus dem großen Landhaus selbst, dem ehemaligen Zitronenhaus, das heute als Lagergebäude genutzt wird, und dem riesigen Park, in dem neben anderen Pflanzenarten ein Rosengarten aus dem 19. Jahrhundert erhalten ist.
Die Villa, eine Anlage aus dem 18. Jahrhundert mit einem klassischen Türmchen an der Südostecke, hat eine einfache Fassade, die in klassizistischem Stil umgestaltet wurde: Über drei großen, abgesenkten Rundbogentoren sind drei Balkone mit schmiedeeisernen Geländern, noch original aus der Zeit des Baus, angebracht, auf die man durch drei Fenstertüren gelangt, die mit floralem Stuck verziert sind.

### Innenräume
Im Inneren der Villa sind aufgrund der Nutzung des Landhauses in den Jahren nach dem Tod der Gräfin nur noch zwei original ausgestattete Zimmer erhalten: Das Schlafzimmer von Giosuè Carducci und der Raum, der einst für die Königin Margarethe gedacht war.

#### Schlafzimmer von Giosuè Carducci

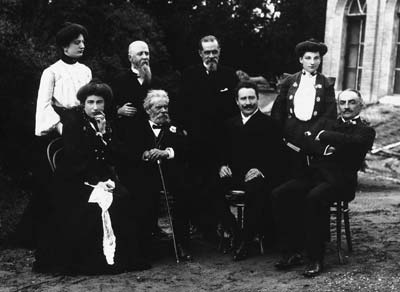
Carducci und Bonci in der Villa Silvia

Das überraschendste Zimmer des Landhauses ist das Schlafzimmer von Giosuè Carducci, das so belassen wurde, wie es im Jahre 1906, dem letzten Jahr, in dem der große Dichter das Anwesen besuchte, war. Das große Bett mit Wollmatratze steht zwischen zwei Nachtkästchen, in denen Gegenstände des täglichen Gebrauchs des Dichters ausgestellt sind, darunter Pinsel, Kämme und Rasiersets. Vor dem Bett steht ein Diwan, auf dem der treue Kammerdiener Carduccis, Gigi Ghermadi, schlief; davor der Schreibtisch des Poeten mit Briefbögen und Federn aus dieser Zeit, der Rollstuhl, den der Dichter in seinen letzten Jahren benutzte, und ein Kleiderschrank, in dem sich noch die Robe befindet, die Carducci, der Dozent an der Universität Bologna war, trug, mehrere Hüte und eine Bronzebüste.
Auf der Kassettendecke, die mit farbigen Sechsecken verziert ist, ist in der Mitte eine mythologische Szene von Leda abgebildet, ein Thema, das sich in den gefiederten Federn wiederholt.

#### Raum, der für die Königin Margarethe gedacht war

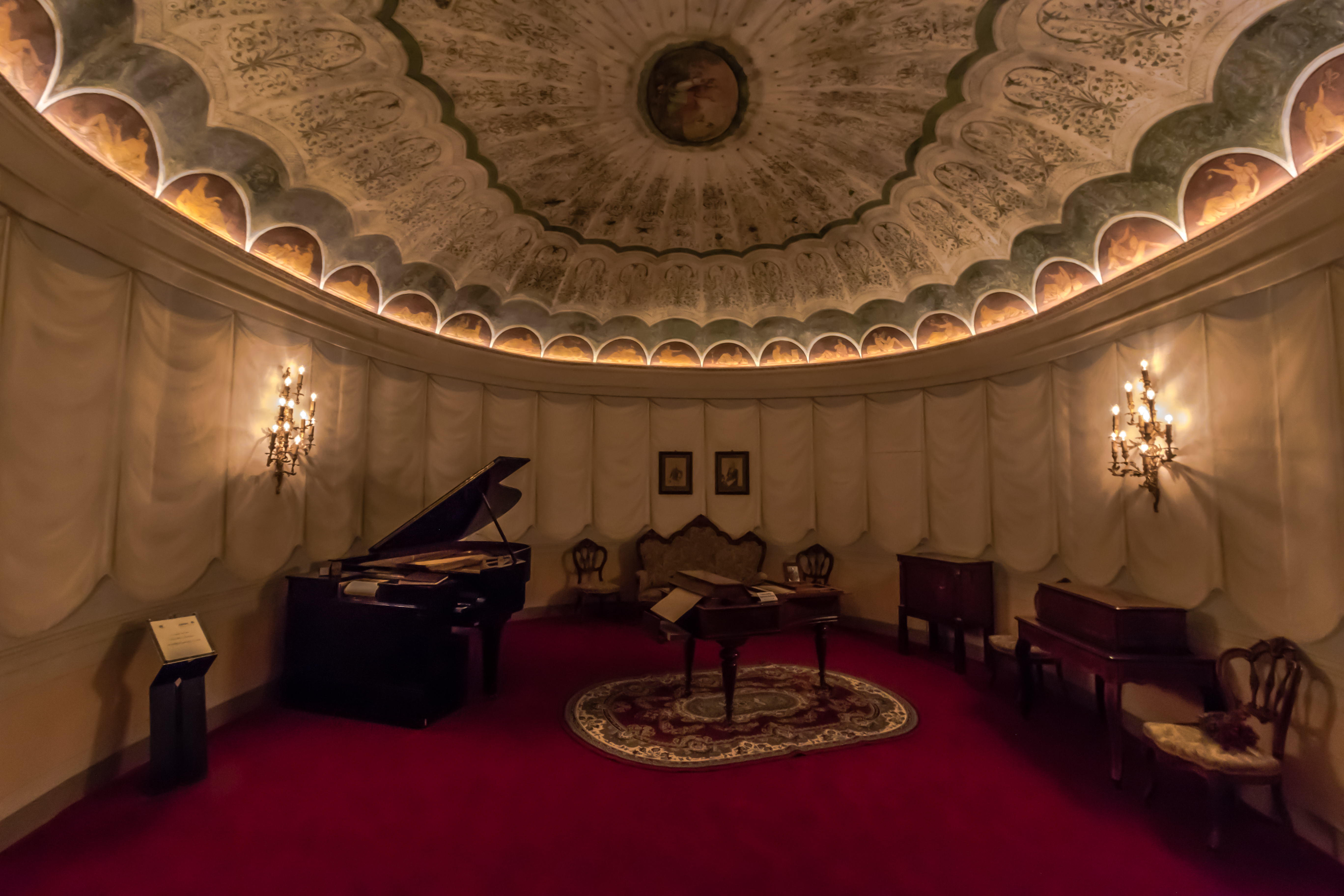
Raum für die Königin Margarethe

Das Zimmer, das allgemein als das von Königin Margarethe bezeichnet wird, auch wenn es ganz sicher ist, dass die Königin dort während ihres Besuches in der Villa nicht genächtigt hätte, war vermutlich die Bibliothek des Hauses. Es hat einen ovalen Grundriss und heute ist davon nur noch die Decke original erhalten, die wunderbar und elegant mit floralen Motiven, Grotesken und einem Velariumsmotiv verziert ist. In den Lünetten an der Basis des Gesimses sind mythologische Gestalten abgebildet und in der Mitte der Decke eine ländliche Szene mit Ceres auf einer Weizengarbe.

## Museo Musicalia – Museo di Musica Meccanica
Seit dem Frühjahr 2007 ist die Villa Sitz der Associazione Musica Meccanica Italiana, die sich mit der Verbreitung, der Erhaltung und der Wiederherstellung von Musikautomaten beschäftigt. Die AMMI verwaltet auch die Museen im Inneren der Villa Silvia, das neue Museo Carducciano und das Museo Musicalia, das nationale Museum für mechanische Musikautomaten. In diesem Museum, das im Mai 2013 eröffnet wurde, werden geführte Touren durchgeführt, im Rahmen derer den Besuchern die alten Musikautomaten, die noch perfekt funktionieren, vorgeführt werden. Es handelt sich um einen Rundgang durch Themensäle, die der Geschichte der mechanischen Musik, beginnend der Trommel Leonardo da Vincis, dem ersten Beispiel eines mechanischen Instrumentes, über die Säle des 19. Jahrhunderts voller bizarrer Automaten und wertvoller Spieluhren kann man Straßenorgeln entdecken, die zum Betteln verwendet wurden, bis zur Moderne mit den Aufnahmen auf einer Wachsrolle, die mit Phonographen erstellt wurde, und den prestigeträchtigen Münzgrammophonen, die es in den Empfangshallen großer Hotels gab. Der Besuch endet mit der Jahrmarktsorgel, Hauptattraktion der Dorffeste und Messen Mitte des 19. Jahrhunderts. Das Museo Musicalia organisiert zusammen mit Experten der jeweiligen Abteilungen schuldidaktische Veranstaltungen, sowie außerschulische und freizeitdidaktische Veranstaltungen. Darüber hinaus organisiert das Museum zahlreiche Konzerte in Zusammenarbeit mit dem Conservatorio Maderna di Cesena, in denen die Musiker zusammen mit mechanischen Musikautomaten auftreten.

## Einzelnachweise

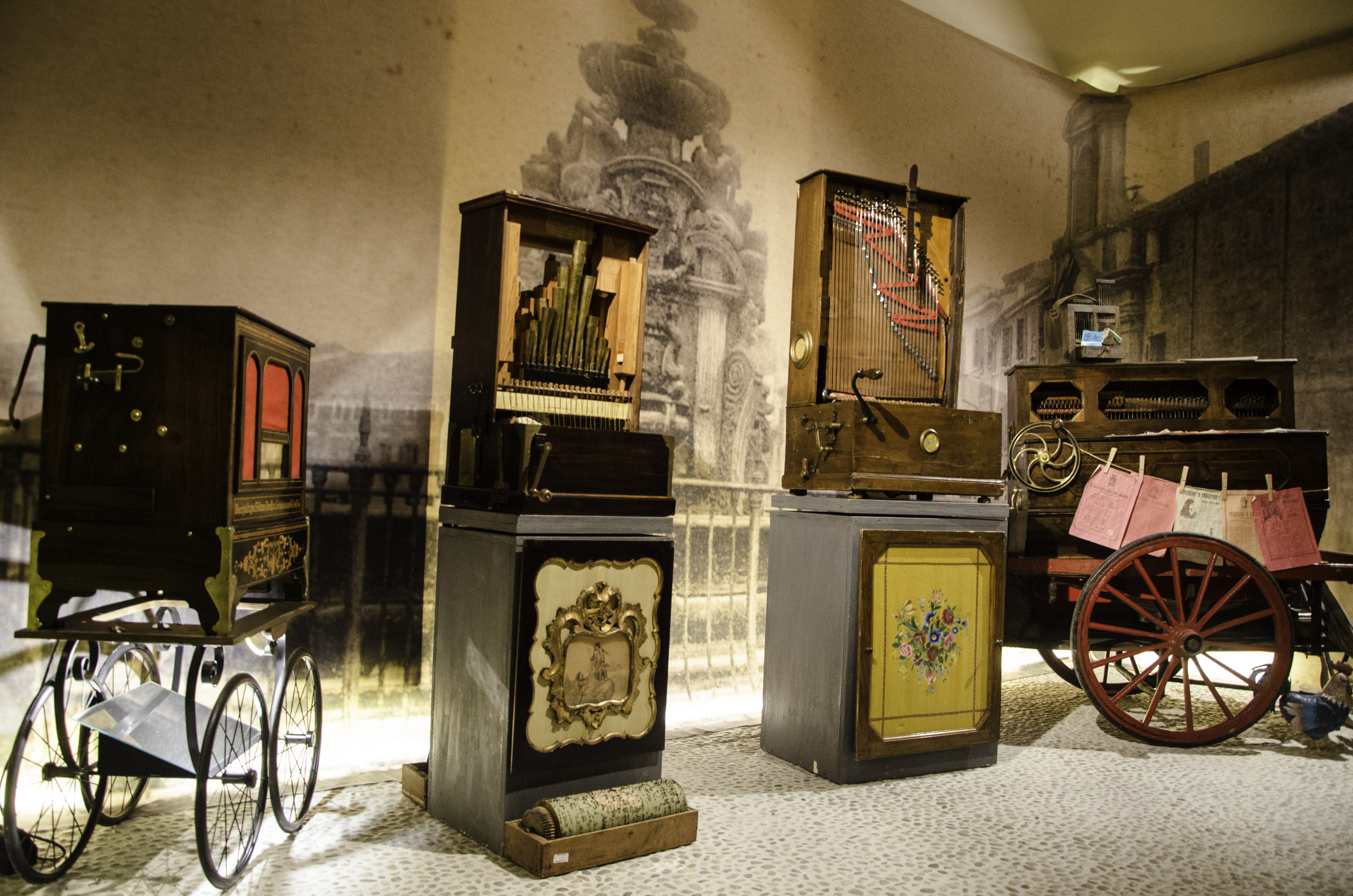
Einige Musikinstrumente im Inneren des Museums